# Elektromagnetski protokomjer
Elektromagnetski protokomjer je mjerni instrument za mjerenje protoka koji koristi pojavu da sam fluid (tekućina ili plin) djeluje kao električni vodič napona unutar cijevi, a na stijenkama su postavljene dvije elektrode (izolirane od same cijevi). Magnetski tok se nanosi okomito na protok te se javlja napon zbog djelovanja elektromotorne sile (Lorentzova sila) koji prelazi s elektroda. Upotrebljava se izmjenično magnetsko polje da se izbjegne trajna polarizacija elektroda.
Prednosti elektromagnetskog protokomjera su:
- električna vodljivost ne utječe na mjerni signal;
- linearnost (ravnost) karakteristike u cijelom mjernom opsegu, precizno umjeravanje za cijeli mjerni opseg;
- neovisnost mjernog signala elektromotorne sile od ostalih svojstava tekućine kao što su gustoća, viskoznost, temperatura, tlak;
- može se primijeniti za mjerenje protoka dvofaznih tekućina ili suspenzije krutih čestica ;
- nema pada tlaka protjecanjem kroz uređaj.

Nedostaci elektromagnetski protokomjera su:
- kapljevina ili plin moraju imati minimalnu električnu vodljivost (prirodna voda, vodeneotopine), a ne može se primijeniti za deioniziranu vodu i ugljikovodike (nafta, benzin). Znači da se elektromagnetski protokomjer može primijeniti samo za vodljive kapljevine.[2]